# Sensepidosis gukasiani
Sensepidosis gukasiani är en tvåvingeart som beskrevs av Boris Mamaev 1990. Sensepidosis gukasiani ingår i släktet Sensepidosis och familjen gallmyggor. Inga underarter finns listade i Catalogue of Life.